# Всичко е любов инструментал
„Всичко е любов инструментал“ е петнадесетата песен на българската певица Росица Кирилова от двадесет и първия ѝ студиен албум „25 години на сцената – Като да и не“.